# Балка Очеретовата
Балка Очеретовата — балка (річка) в Україні у Біловодському районі Луганської області. Ліва притока річки Євсуга (басейн Дону).

## Опис
Довжина балки приблизно 10,25 км, найкоротша відстань між витоком і гирлом — 9,79  км, коефіцієнт звивистості річки — 1,04 . Формується декількома балками. На більшості ділянок балка пересихає.

## Розташування
Бере початок на південно-східній стороні від села Парневе. Тече переважно на південний захід і на південно-західній околиці села Євсуг впадає у річку Євсуг, ліву притоку річки Сіверського Дінця.

## Цікаві факти
- Біля витоку балки на північній стороні неподалік пролягає автошлях Р07[3] (автомобільний шлях національного значення на території України.).